# 田川白鳥テレビ中継局
田川白鳥テレビ中継局（たがわしらとりテレビちゅうけいきょく）は、かつて福岡県田川市にあったテレビジョン放送のミニサテライト局。

## 概要
田川市は、大坂山に設けられた行橋中継局からの電波でテレビジョン放送を受信することを基本としたが、地理的要因で所々に電波が届かないエリアが発生した。この田川白鳥中継局は、そんな中のひとつである白鳥地区の難視を解消するため、金国山の後藤寺中継局に先駆けて開局した。
しかしデジタル化に際しては、お隣の香春町にある香春中継局でカバーできることが判ったため、デジタル放送の中継局は設けられず、アナログ放送終了とともに廃止された。
所在地
福岡県田川市大字伊田字白鳥山2251番地1号（白鳥神社敷地内）

## 沿革
1981年10月16日
九州朝日放送が中継局開局
1981年10月17日
九州朝日放送とTVQ九州放送以外の放送局が中継局開局
2011年7月24日
アナログ放送終了により廃局

## チャンネルと出力

### アナログテレビジョン放送
| ch | 放送局名         | 空中線電力 （映像/音声） | ERP （映像/音声） | 放送対象地域 | 放送区域内世帯数 | 偏波 |
| -- | ---------------- | ------------------------ | ----------------- | ------------ | ---------------- | ---- |
| 33 | FBS 福岡放送     | 100mW/25mW               | 1W/250mW          | 福岡県       | 約-世帯          | 垂直 |
| 37 | TNC テレビ西日本 | 100mW/25mW               | 1W/250mW          | 福岡県       | 約-世帯          | 垂直 |
| 39 | KBC 九州朝日放送 | 100mW/25mW               | 1W/250mW          | 福岡県       | 約-世帯          | 垂直 |
| 41 | RKB毎日放送      | 100mW/25mW               | 1W/250mW          | 福岡県       | 約-世帯          | 垂直 |
| 51 | NHK北九州総合    | 100mW/25mW               | 1W/250mW          | 福岡県東部   | 約-世帯          | 垂直 |
| 62 | NHK北九州教育    | 100mW/25mW               | 1W/250mW          | 全国放送     | 約-世帯          | 垂直 |